# Куараси, Адам
Адамба́тия Ла́рсен Куараси́ (норв. Adambathia Larsen Kwarasey; 12 декабря 1987, Осло, Норвегия) — ганский футболист, игравший на позиции вратаря. Выступал в национальной сборной Ганы.

## Клубная карьера
Адам начинал свою карьеру в команде «Тростеруд». В сезоне 2006 и начале 2007 он числился в молодёжной команде «Волеренги». Затем голкипер перебрался в стан скромного новичка высшего норвежского дивизиона «Стрёмсгодсет». Его дебют состоялся 6 мая 2007 года. С тех пор он стал ключевой фигурой этого клуба и прошёл с ним путь от битвы за выживание в 2007 до победы в чемпионате Норвегии в 2013. Также Адам был признан лучшим вратарём Норвегии в сезоне 2013.

## Карьера в сборной
Провёл один матч за молодёжную сборную Норвегии. Однако на взрослом уровне Адам решил выступать за национальную сборную Ганы. Его дебют за сборную состоялся 2 сентября 2011 года в матче против сборной Свазиленда.

## Достижения

### Командные
- Чемпион Норвегии (2): 2013, 2016
- Обладатель Кубка Норвегии (1): 2010

### Личные
- Лучший вратарь чемпионата Норвегии (1): 2013